# Wolfgang Schweickard
Wolfgang Schweickard (* 16. Oktober 1954 in Aschaffenburg) ist ein deutscher Sprachwissenschaftler der Romanistik. Er war Lehrstuhlinhaber an der Universität des Saarlandes und an der Friedrich-Schiller-Universität in Jena.

## Leben
Wolfgang Schweickard studierte Romanistik und wurde 1985 an der Universität Mainz promoviert. Im Jahr 1990 folgte seine Habilitation an der Universität Trier. 1990–93 war er ordentlicher Professor für Romanische Sprach- und Übersetzungswissenschaft an der Universität des Saarlandes, 1992–93 war er Vorsitzender des Fachbereichs Sprach- und Literaturwissenschaft und Mitglied des Senats der Universität des Saarlandes. 1993 wurde er als Professor für Romanische Sprachwissenschaft an die Friedrich-Schiller-Universität in Jena berufen. Dort war er 1993–95 Gründungsdirektor des Instituts für Romanistik, 1995–99 Mitglied des Senats, 1996–97 Prodekan der Philosophischen Fakultät und 1997–99 Prorektor. Im September 2001 folgte er einem Ruf an die Universität des Saarlandes auf die Professur für Romanische Philologie in der Nachfolge von Max Pfister.
Seit 2004 ist Schweickard Mitglied der Akademie der Wissenschaften und der Literatur Mainz, seit 2011 Mitglied der Italienischen Nationalakademie, der Accademia Nazionale dei Lincei, seit 2013 Mitglied der Accademia della Crusca und seit 2018 Mitglied der Mailänder Akademie der Wissenschaften („Istituto Lombardo“). 
Schweickards Arbeitsschwerpunkte liegen im Bereich der historischen Romanistik, der Lexikologie und der Lexikographie. Er ist Mitherausgeber der Zeitschrift für romanische Philologie und des Jahrbuchs Lexicographica. Laufende Projekte sind das Deonomasticon Italicum (DI) (gemeinsam mit Francesco Crifò), das Lessico Etimologico Italiano (LEI) (gemeinsam mit Elton Prifti) und das Dictionnaire Étymologique Roman (DÉRom) (gemeinsam mit Éva Buchi). Seit 2022 leitet er das Langzeitprojekt Wissensnetze in der mittelalterlichen Romania (ALMA) (gemeinsam mit Elton Prifti, Maria Selig und Sabine Titel).

## Ehrungen und Auszeichnungen
- 2004 Ehrendoktor der Universität Bari
- 2015 Ehrendoktor der Universität La Sapienza in Rom
- 2020 Preisträger des „Premio Cesare Pavese“ in der Kategorie „Saggistica“ für das Lessico Etimologico Italiano (gemeinsam mit Elton Prifti)
- 2023 Ernennung zum „Cavaliere dell'Ordine della Stella d'Italia“ für seine langjährigen Verdienste um die Förderung der italienischen Wissenschaft und Kultur
- 2023 Preisträger des „Premio Galileo Galilei“ der Universität Pisa

## Schriften
- Die «cronaca calcistica». Zur Sprache der Fußballberichterstattung in italienischen Sporttageszeitungen, Tübingen, Niemeyer 1987 (Beihefte zur Zeitschrift für romanische Philologie, Bd. 213).
- «Deonomastik». Ableitungen auf der Basis von Eigennamen im Französischen (unter vergleichender Berücksichtigung des Italienischen, Rumänischen und Spanischen), Tübingen, Niemeyer 1992 (Beihefte zur Zeitschrift für romanische Philologie, Bd. 241).
- Deonomasticon Italicum. Dizionario storico dei derivati da nomi geografici e da nomi di persona, vol. 1: Derivati da nomi geografici: A–E (2002), vol. 2: Derivati da nomi geografici: F–L (2006), vol. 3: Derivati da nomi geografici: M–Q (2009), vol. 4: Derivati da nomi geografici: R–Z (2013), Tübingen, Niemeyer 2002–2013.
- Lessico Etimologico Italiano (LEI), Wiesbaden, Reichert 1979ff. (gemeinsam mit Elton Prifti).